# 華嚴洞摩崖造像

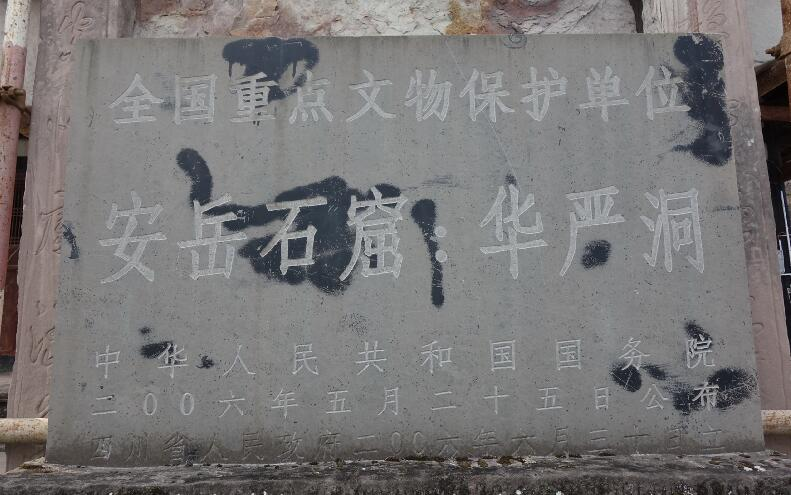
国保碑

華嚴洞摩崖造像位於四川省安岳縣，文物遺址年代判定為唐代、宋代。1961年7月13日公佈為四川省第二批歷史及革命文物保護單位。1980年7月7日重新公佈為四川省第一批文物保護單位。2006年5月25日列為第六批全國重點文物保護單位。